# پارمیندر ناگرا
پارمیندر ناگرا (زاده: ۵ اکتبر ۱۹۷۵) بازیگر سینما و تلویزیون انگلیسی هندی تبار است.عمده شهرت وی به علت بازی در نقش‌های متفاوتی در سریال‌هایی چون آلکاتراز، بخش فوریت‌های پزشکی و لیست سیاه است.
از دیگر فیلم های او میتوان به مثل بکام کات‌دار بزن، طلسم الا، بتمن: شوالیه گاتهام، بیست و هشت هزار، سریال غیب‌گو و فصل چهارم سریال مأموران شیلد اشاره کرد.
وی در ۱۷ ژانویه ۲۰۰۹ با عکاس انگلیسی جیمز استنین ازدواج کرد و در سال ۲۰۱۳ از وی جدا شد. حاصل ازدواج آن ها یک فرزند پسر است.

## پیوند
- پارمیندر ناگرا در بانک اطلاعات اینترنتی فیلم‌ها